# ジュゼップ・バルトリ
ジュゼップ・バルトリ・ジュイウ（Josep Bartolí i Guiu, 1910年6月30日 - 1995年12月3日）は、スペイン・バルセロナ出身の画家・イラストレーター・著作家。

## 経歴
1910年6月30日にスペインのカタルーニャ地方にあるバルセロナに生まれた。新聞社のイラストレーターとして働き、イラストレーター組合と関係する労働総同盟(UGT)の設立に関与した。1936年にスペイン内戦が勃発すると、共和国派のカタルーニャ共産党の部隊としてアラゴン地方で戦った。

### スペインからの亡命
1938年にはマリア・バルデスと出会った。スペインからの亡命を試みたバルデスは妊娠していたが、列車がナチス・ドイツの爆撃に遭って死去した。この際バルトリは同道しておらず、翌1939年に国境を越えてフランスに亡命し、オード県ブラム、ピレネー＝オリアンタル県アルジュレス＝シュル＝メール、ピレネー＝オリアンタル県ル・バルカレスなどの難民強制収容所に収容された。
やがて強制収容所を脱出してパリに向かい、衣装デザインや風景デザインの仕事を行った。しかしヴィシー近郊で逮捕され、ドイツのダッハウ強制収容所に移送された。

### メキシコ時代
バルトリは再び強制収容所を脱出し、モロッコのカサブランカを経由して1943年にメキシコにたどり着いた。
1944年時点のメキシコには約2万人のスペイン人亡命者がいた。同年にはフランスの強制収容所で描いたイラスト集『Campos de Concentracion 1939-1943』を出版した。
1946年にはメキシコで芸術家のフリーダ・カーロと出会い、3年間ラブレターをやり取りした。

### ニューヨーク時代
1946年にはアメリカ合衆国のニューヨークに渡った。脚本家・芸術家・著作家などとして働き、旅行雑誌のホリデー誌、サタデー・イブニング・ポスト誌の増刊であるザ・リポーター誌に寄稿した。ハリウッドの舞台芸術家としても働いたが、やがてマッカーシズムの赤狩りの中でハリウッド・ブラックリストに載せられた。
イラストレーターとしても働き、1950年代には『ロビンソン・クルーソー』と『ガリヴァー旅行記』のフランス語版に挿絵を描いた。1958年には妻となるBernice Brombergと出会った。1950年代にはウィレム・デ・クーニング、フランツ・クライン、ジャクソン・ポロック、マーク・ロスコなどとともに10th Street Groupのメンバーとなった。
1973年にはマーク・ロスコ賞を受賞した。スペインが民主化を果たす1970年代になるまで、スペインに帰国することはなかった。1995年12月3日にニューヨークで死去した。

### 死後
2015年にはカーロとやり取りした手紙や詩のコレクションが13万7000ドルで落札された。
2020年にはフランスのイラストレーターであるオーレルによって映画『ジュゼップ 戦場の画家』が製作された。セザール賞では長編アニメーション作品賞を受賞し、その他には第26回リュミエール賞(Les Prix Lumiere)でアニメーション賞と音楽賞を、東京アニメアワードフェスティバル(TAAF)2021では長編アニメーション部門グランプリと東京都知事賞を受賞した。日本ではロングライドが配給し、2021年8月13日から新宿武蔵野館などで公開された。